# Bandera de Gualta
La bandera oficial de Gualta té la següent descripció:
Bandera apaïsada, de proporcions dos d'alt per tres de llarg, tricolor horitzontal ondada de mitja, tres i mitja crestes, groc, blau fosc i porpra.
Va ser aprovada el 16 de març de 2009 i publicada en el DOGC el 6 d'abril del mateix any amb el número 5354.